# Kashin
Kashin (en ruso: Ка́шин) es una ciudad rusa, perteneciente al óblast de Tver. Está localizada alrededor de un área rural sobre el río Káshinka (un afluente del Volga) a 204 kilómetros de distancia de Moscú y a 25 kilómetros de distancia de Kalyazin. Kashin está localizada cerca de las fronteras de los óblast de Tver, Moscú, y Yaroslavl. Tiene una población de 17.299 (censo del 2002).
A efectos de desconcentración administrativa de los órganos federales y de la óblast, es la capital del raión homónimo. Sin embargo, a efectos de autogobierno local es desde 2018 la sede de un ókrug urbano, en el que el ayuntamiento de la ciudad extiende su jurisdicción sobre todo el raión.

## Historia
La ciudad de Kashin es mencionada por primera vez en una crónica en el año 1238, cuando fue saqueada por los mongoles.
En 1382, Kashin fue anexionada por el Principado de Tver. De 1399 a 1426, fue posesión una segunda dinastía de príncipes Kashin. En 1452, Kashin resistió el sitio llevado a cabo por Dmitri Shemiaka. Pero finalmente en 1486 pasó a manos del Principado de Moscú con el resto del Principado Tver.
En 1708, la ciudad fue asignada a la Gobernatura general de San Petersburgo, de esta época hay varios monumentos arquitectónicos, incluyendo monasterios, iglesias, y catedrales. El más antiguo de estos, una capilla de madera de 1646, fue quemada en 1998.

## Economía
Hoy día, Kashin tiene una posición económica importante en el óblast de Tver. Por ejemplo, en Kashin tiene la sede Véresk, una de las empresas de producción de bebida alcohólicas más grandes de la región. Otra empresa importante es la compañía ERA de agua mineral que produce la marca Káshinskaya. Kashin tiene también una importante empresa de tecnología eléctrica.
Cerca de Kashin existe un famoso lugar de vacaciones donde muchos residentes del óblast pasan sus vacaciones cerca del río Káshinka.